# Billaea rutilans
Billaea rutilans är en tvåvingeart som först beskrevs av Fabricius 1781.  Billaea rutilans ingår i släktet Billaea och familjen parasitflugor. Inga underarter finns listade i Catalogue of Life.